# سولفون

ساختار سولفون

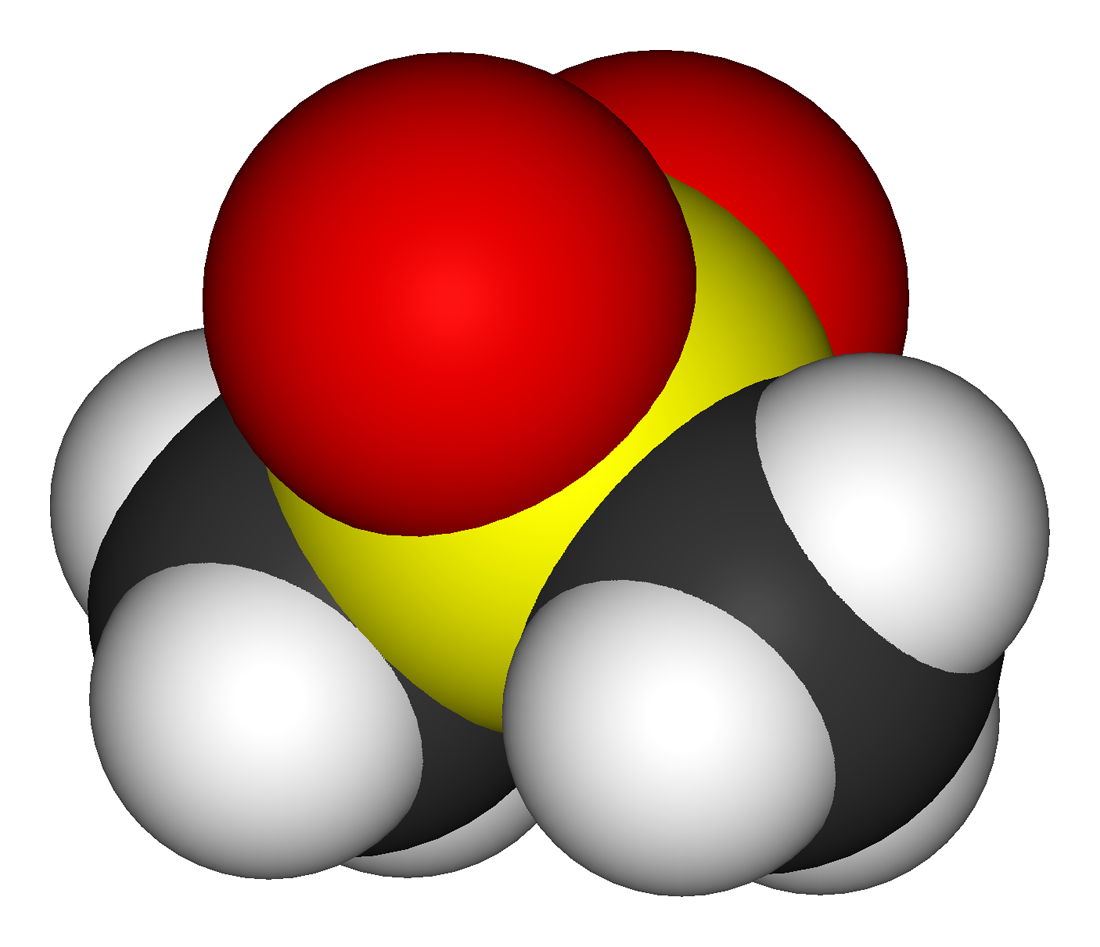
متیل‌سولفونیل‌متان نمونه‌ای از یک سولفون است

سولفون(به انگلیسی: Sulfone) در علم شیمی به ترکیباتی گفته می‌شود که در آن یک گروه سولفونیل به دو اتم کربن متصل شده است.